# Cheilolejeunea cordistipula
Cheilolejeunea cordistipula là một loài Rêu trong họ Lejeuneaceae. Loài này được (Stephani) Grolle ex E.W. Jones mô tả khoa học đầu tiên năm 1985.